# Niccolò Castelli
Niccolò Castelli (* 4. März 1982 in Lugano) ist ein Schweizer Filmregisseur und Festivaldirektor.

## Biografie
Niccolò Castelli wuchs in Lugano im Tessin auf.
Ab 1998 arbeitete als Journalist und Moderator beim italienischsprachigen Schweizer Radio RSI (Radio Svizzera di Lingua Italiana). Ab 2002 produziert er ebenfalls Reportagen für den Fernsehsender von RSI, wofür er im In- und Ausland dreht. Zeitgleich studierte er Film an der Universität von Bologna, Abschluss 2006. Von 2006 bis 2008 studierte er im Master Film an der Zürcher Hochschule der Künste. Sein Abschlussfilm Endsieg – Everything Changes in one Shot wurde an diversen Festivals aufgeführt.
Nach zwei weiteren Kurzfilmen realisierte er mit Tutti Giù – Im freien Fall seinen ersten Langspielfilm. Tutti Giù wurde am Filmfestival Locarno im Wettbewerb Cineasti del presente uraufgeführt. Der Film erzählt die Geschichte von drei Jugendlichen, die sehr aktiv sind im Sport, am Übergangspunkt von Jugend und Erwachsensein. Eine der Hauptrollen übernahm Lara Gut.
Mit Lara Gut arbeitete Castelli auch später zusammen: er realisierte den Dokumentarfilm Looking for Sunshine, der die Skirennfahrerin über ein Jahr begleitet.
2021 eröffnet sein zweiter Langspielfilm Atlas die Solothurner Filmtage. Der Film mit Matilda de Angelis in der Hauptrolle ist inspiriert von wahren Begebenheiten. Er erzählt die Geschichte einer Gruppe von Freunden, die für die Besteigung des Atlasgebirges nach Marokko gereist sind, und Opfer eines terroristischen Anschlags werden.
Im Sommer 2022 übernahm er die künstlerische Leitung der Solothurner Filmtage. Er teilt sich somit die Festivaldirektion mit Monica Rosenberg, der administrativen Leiterin. Zuvor war er zweimal Teil der Auswahlkommission der Filmtage gewesen.

## Filmografie
- 2008: Endsieg – Everything Changes In One Shot (Kurzspielfilm)
- 2010: Moving Forest (Kurzspielfilm)
- 2010: Nel Segno del Lupo (Kurzspielfilm)
- 2012: Tutti Giù – Im freien Fall (Tutti giù)
- 2016: Sotto il gigante (Kurzexperimentalfilm)
- 2018: Looking For Sunshine (Dokumentarfilm)
- 2020: Quasi padre, quasi figlio (Kurzdokumentarfilm)
- 2021: Atlas